# Pavel Čalovka
Pavel Čalovka (6. dubna 1921, Dekýš - 8. prosince 2000, Bratislava) byl jedním z prvních režisérů krátkých dokumentárních filmů na Slovensku. Je nositelem mnoha cen za filmové umění udělovaných v kategorii krátkometrážních filmů na každoročním festivalu v městě Zlín.

## Životopis
Pochází z obce Dekýš nedaleko Banské Štiavnice. Během války se věnoval studiu na učitelském ústavu v Banské Štiavnici, kde zároveň pracoval v komunistickém odboji, který se věnoval propagandě právě v oblasti Banské Štiavnice. Jak učitel působil během druhé světové války v Štrbě. Po válce se však zaměřil na studium filmového umění v Praze. Zároveň pracoval jako publicista v redakci novin Pravda, které v té době byly hlavním komunistickým deníkem. Když se v roce 1948 dostala k moci Komunistická strana, odešel z redakce a také již nepřeregistroval své členství v ní a tak přestal být jejím členem. Důvodem jeho odloučení se od komunistické propagace a účinkování byl fakt, že nesouhlasil s postupem komunistů po převratu v únoru 1948. Po odchodu ze strany a zamítnutí pokračování spolupráce následovalo vyloučení z FAMU v Praze. Později však tuto univerzitu při zaměstnání dokončil a skončil jako absolvent v roce 1970 .
Začal jako režisér krátkých dokumentárních filmů ve Studiu krátkých filmů v Bratislavě. Studoval na univerzitách třetího věku až do své smrti 8. prosince v roce 2000.

## Filmografie
- Heterózna kukurica: 1952 (15 min)
- Mlieko: 1952 (13 min)
- Hrdza - nepriateľ päťročnice: 1952 (14 min.)
- Spracovanie ľanu: 1953
- Nákazlivá obrna ošípaných: 1954
- Hygiena vodných tokov: 1955
- V záhrade je nepriateľ: 1956
- Cesta večných spomienok: 1957
- Kameň nad oceľ: 1957
- Ochranné pomôcky I.- IV.: 1963
- Skoky do diaľky a trojskok: l968
- Skoky do výšky a skok o žrdi: l968
- Lyžovanie I.- II.: 1970
- Chvála dreveníc a krása dreva: 1974
- Zdroje vody: 1981
- Neznámy svet kryštálov: 1985
- Akupunktúra: 1985
- Andrej Kmeť: 1986